# Orchomenella (Orchomenella) hureaui
Orchomenella (Orchomenella) hureaui is een vlokreeftensoort uit de familie van de Lysianassidae. De wetenschappelijke naam van de soort is voor het eerst geldig gepubliceerd in 1973 door De Broyer.